# Christian Altenweisl

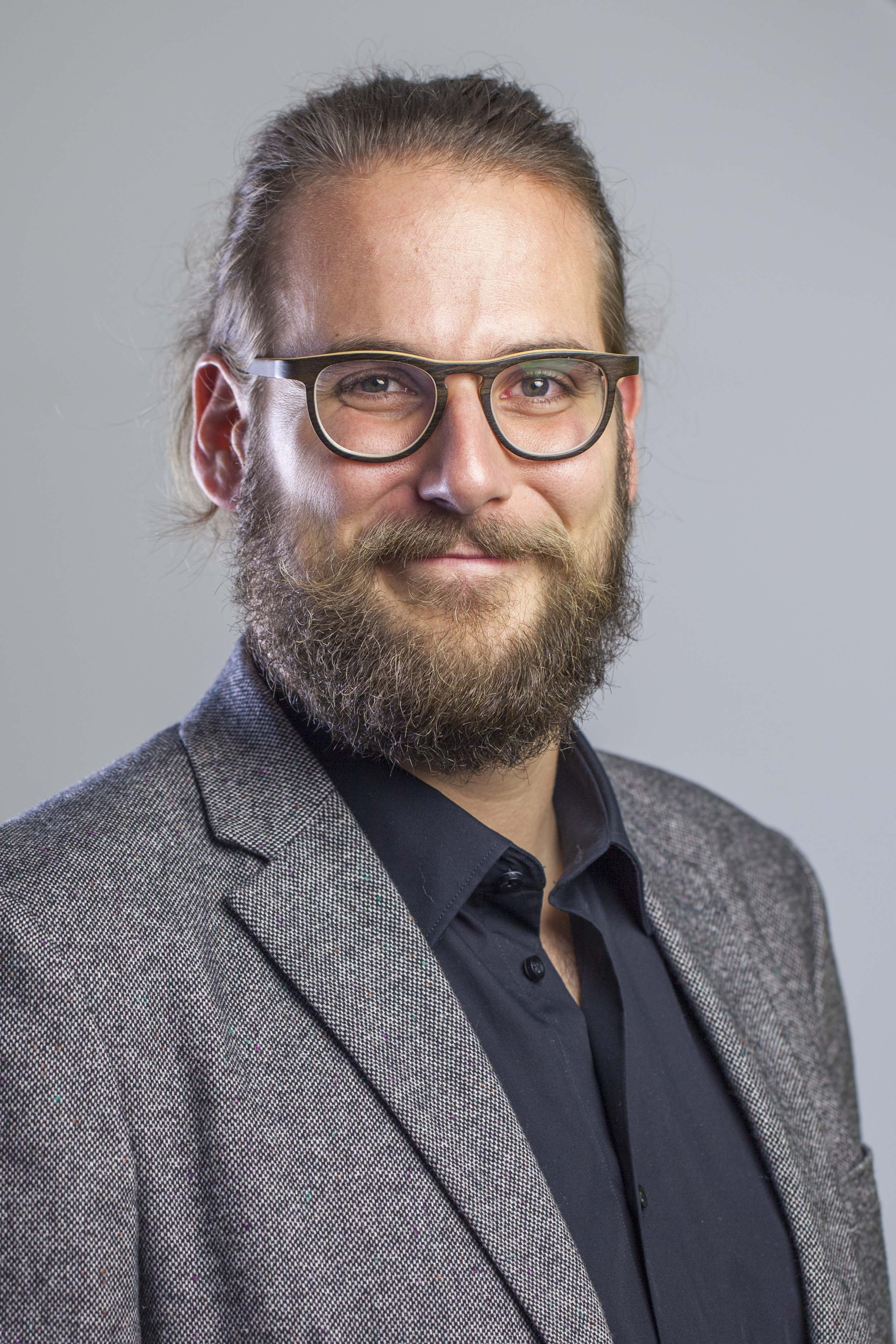
Christian Altenweisl (2017)

Christian Altenweisl (genannt Alpi; * 20. August 1986 in Lienz) ist ein österreichischer Politiker (Grüne) und war von 2019 bis 2023 Landessprecher der Tiroler Grünen.

## Leben
Christian Altenweisl wuchs in Obertilliach auf und besuchte den Zweig „EDV und Organisation“ der HTL Villach, die er mit der Matura abschloss. Danach studierte er Politikwissenschaften und Psychologie an der Leopold-Franzens-Universität Innsbruck und schloss beide Studiengänge mit dem Magister ab. Altenweisl lebt in Innsbruck und Hall in Tirol.

### Politik
Christian Altenweisl ist seit 2004 Mitglied bei den Grünen, seit 2009 bei in der Partei aktiv und kandidierte bei der Landtagswahl in Tirol 2018 auf dem sechsten Platz der Landesliste seiner Partei. Bei einer Landesversammlung der Tiroler Grünen am 30. November 2019 wurde Altenweisl als einziger Kandidat mit 96,25 % zum Landessprecher gewählt. Er folgte in dieser Funktion Barbara Schramm-Skoficz nach. Altenweisl ist zudem Mitglied des Landesvorstandes seiner Partei.
Im März 2023 wurde Gebi Mair als Nachfolger von Altenweisl zum Grünen-Landessprecher in Tirol gewählt.